# Tobatí

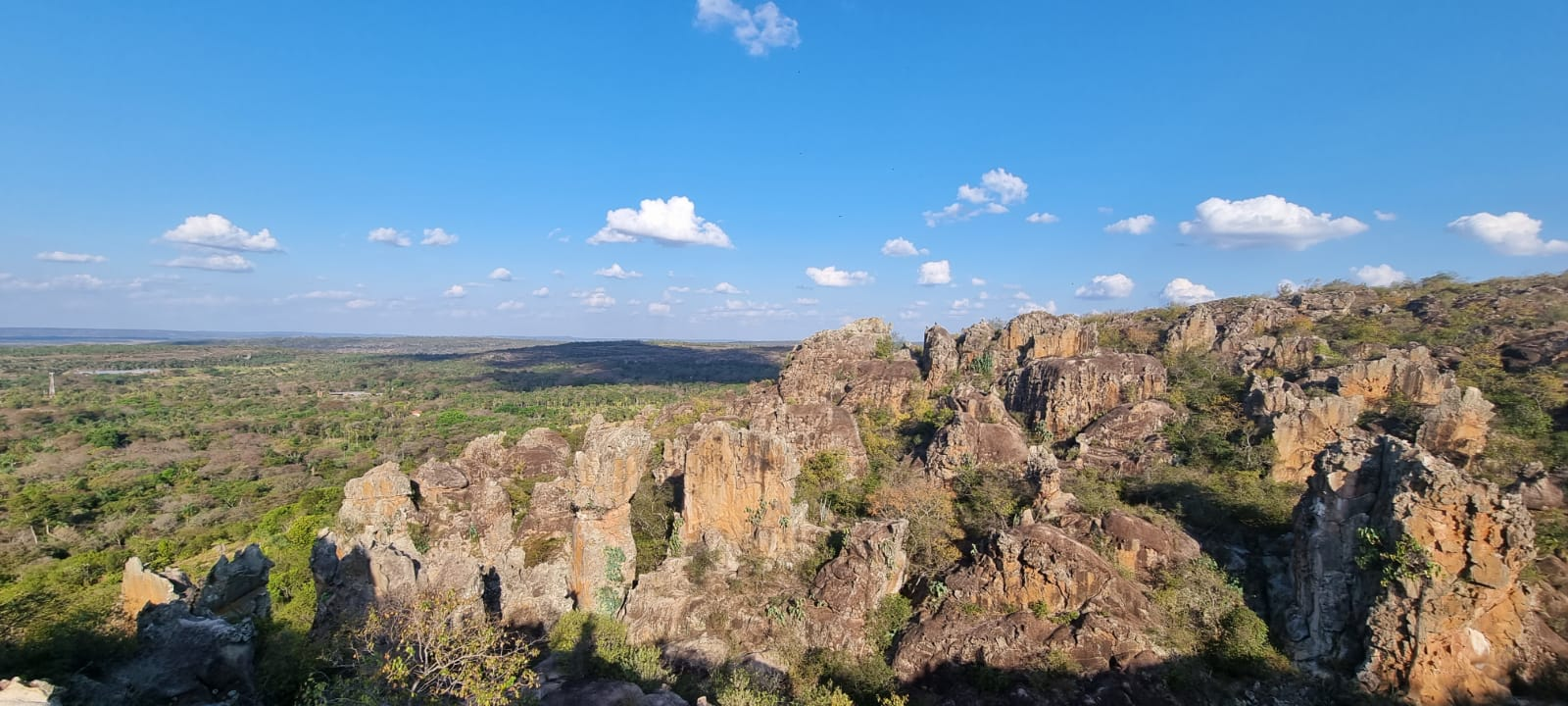
Paisaje, cerro Yvytusilla. Tobatí

Tobatí es una ciudad del departamento de Cordillera, ubicado a 63 km de Asunción y a 17 km de la capital departamental Caacupé, conectado por un ramal de la ruta II. Fue fundado el 3 de octubre de 1536
por Domingo Martínez de Irala y es la segunda ciudad del departamento en población. Es considerada "capital de la artesanía y de la cerámica".
Posee varios barrios rurales llamados por los lugareños «compañías», entre las más importantes están las de 21 de julio, Ensenada, Santa Rosa, Aparypy (cuna del héroe de la Independencia Pedro Juan Caballero), Villa de Mercedes, Costa Alegre, Loma Verde, Mompox y Rosado.
La religiosidad de este pueblo se caracteriza por venerar a la Inmaculada Concepción de Tobatí, que según cuentan las crónicas, es la primera y original Inmaculada Concepción, siendo la de Caacupé, como su hermana gemela.
La ciudad es muy linda.

## Toponimia

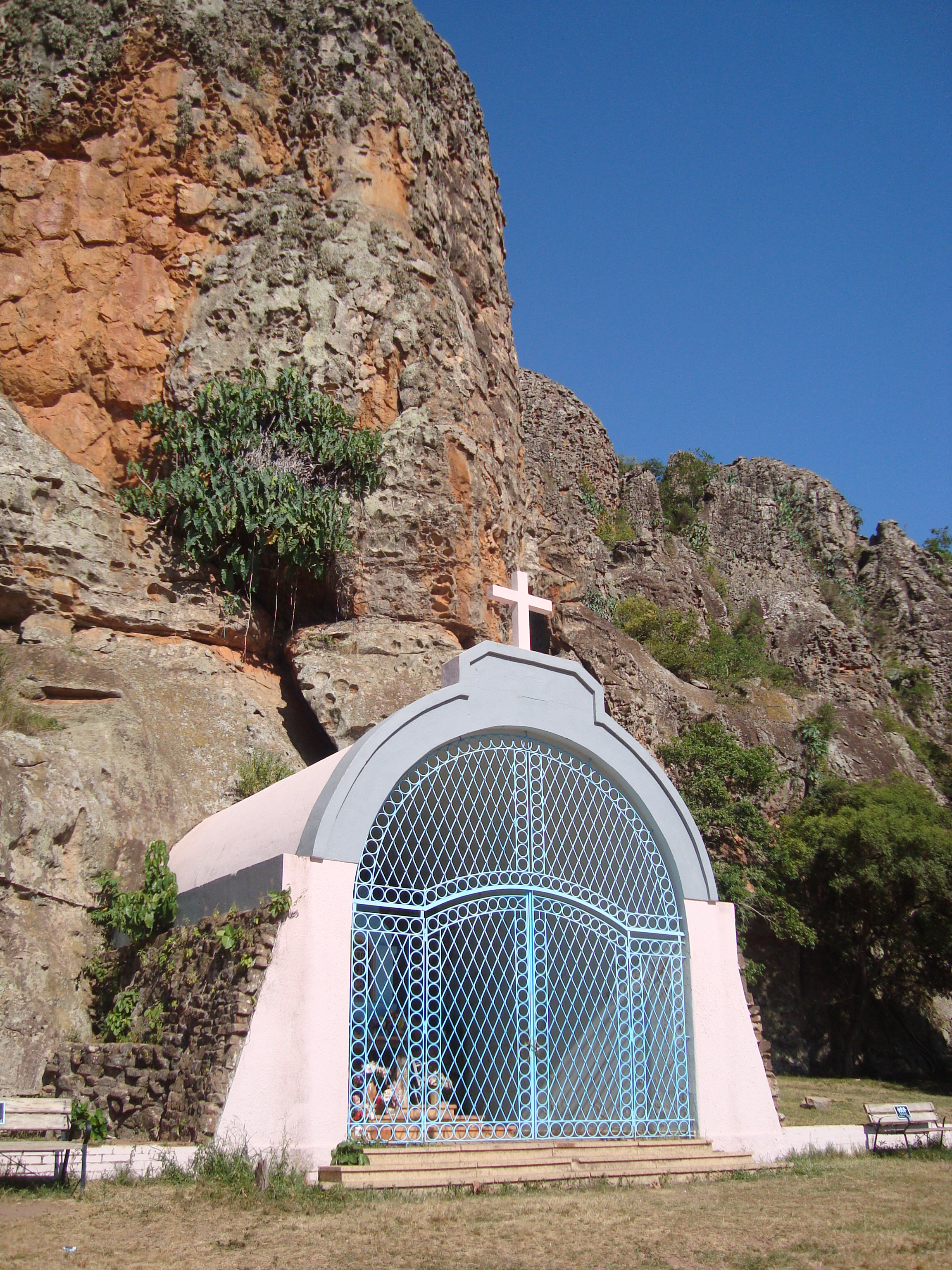
Sobre la ruta que une las ciudades de Caacupé y Tobatí (Paraguay), frente al cerro Tobatí, se encuentra el oratorio Virgen del Camino o Virgen del Paso, hermana de la Virgen de los Milagros de Caacupé. Ambas celebran su fiesta patronal el 8 de diciembre.

Su nombre deriva de una composición lingüística de la categoría léxica sustantivo + adjetivo, de origen guaraní: "toba" que significa "cara o rostro", y de la arcilla blanca y única de "moroti" como sufijo, que en la misma lengua significa "blanca o blanco". Los habitantes originarios de estas tierras tenían un aspecto singular, pues, como lo describe el nombre, eran de "cara blanca" o "cara pálida".
Otra versión menciona la abundancia en la zona de un material conocido como caolín, de aspecto blanquecino, el cual es utilizado como materia prima para la alfarería y la fabricación de materiales de construcción.

## Historia
Oficialmente se acepta el año 1539 como año fundacional de Tobatí, aunque este dato nunca fue confirmado. Fue fundada como Tavá, pueblo indígena, por Domingo Martínez de Irala, gobernador del Río de la Plata y del Paraguay, junto a las ciudades de Areguá, Altos y Atyrá para contener los ataques de poblaciones chaqueñas que cruzaban el río Paraguay en busca de ganado y mujeres. La ciudad fue fundada en un principio en otro sitio, conocido hoy como Tobati Tuja, a orillas del río, cerca del actual Arroyos y Esteros, pero luego fue reubicada en su lugar actual debido al aislamiento y la dificultad de contener los ataques enemigos.
En el año 1583 la ciudad es entregada a la administración franciscana de fray Luis de Bolaños, volviéndose así una reducción. Las reducciones franciscanas, al igual que las misiones jesuíticas, tenían como objetivo la integración cultural de los guaraníes y su pacificación. Pero es notable que los franciscanos mostraron mucho más interés por la cultura guaraní, registrando aspectos culturales, semánticos e incluso religiosos y permitiendo un mayor mestizaje. De este período queda, en la iglesia de Tobatí, impresionantes piezas de madera tallada y pintada con el estilo guaraní-franciscano, una rama particular del barroco hispanoamericano. Este estilo se transmitió hasta nuestros días de padre a hijo en varias familias de artesanos, en especial los Páez y Esquivel.

Tobatí también es la cuna del capitán Pedro Juan Caballero, prócer de la Independencia del Paraguay. Participó de la expedición defensiva contra las tropas de la junta de Buenos Aires que reclamaba su supremacía sobre Asunción, y que fueron vencidas en la Batalla de Paraguarí y en la de Tacuarí. Fue también uno de los ejecutores de la llamada revolución de mayo de 1811 contra el gobernador Bernardo de Velasco.

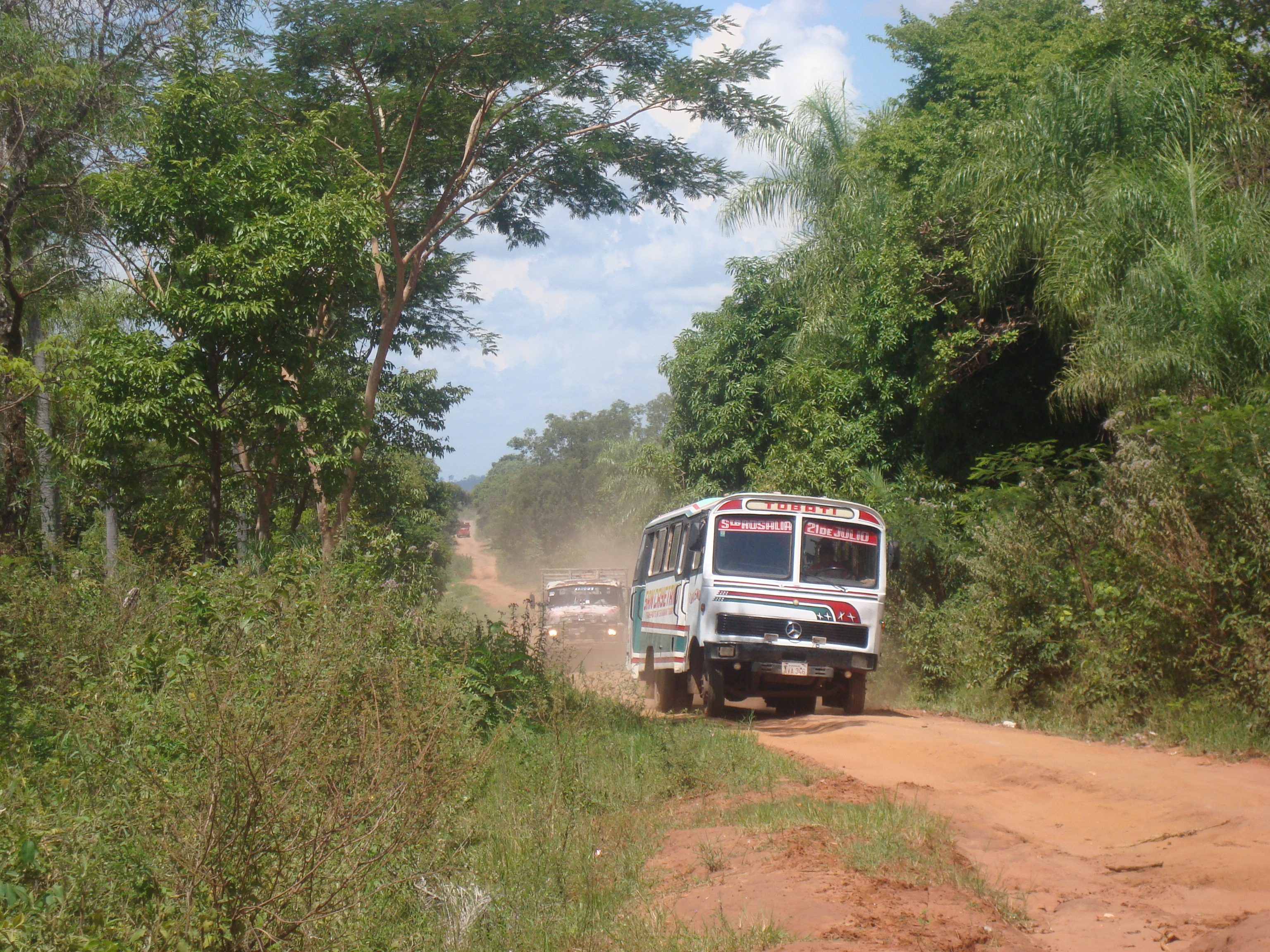
Colectivo en la compañía 21 de Julio.

## Compañías
Cuenta con 15 compañías. Las así llamadas compañías cercanas que bordean al casco urbano, a modo de un abanico, oscilando su distancia de la ciudad unos 5 km son:
1. Jhuybaty
2. Rosado
3. Potrero
4. 21 de julio
Las compañías lejanas se extienden hacia el río Piribebuy, comprendiendo una extensión de 10 a 25 km. aproximadamente. Ellas son:

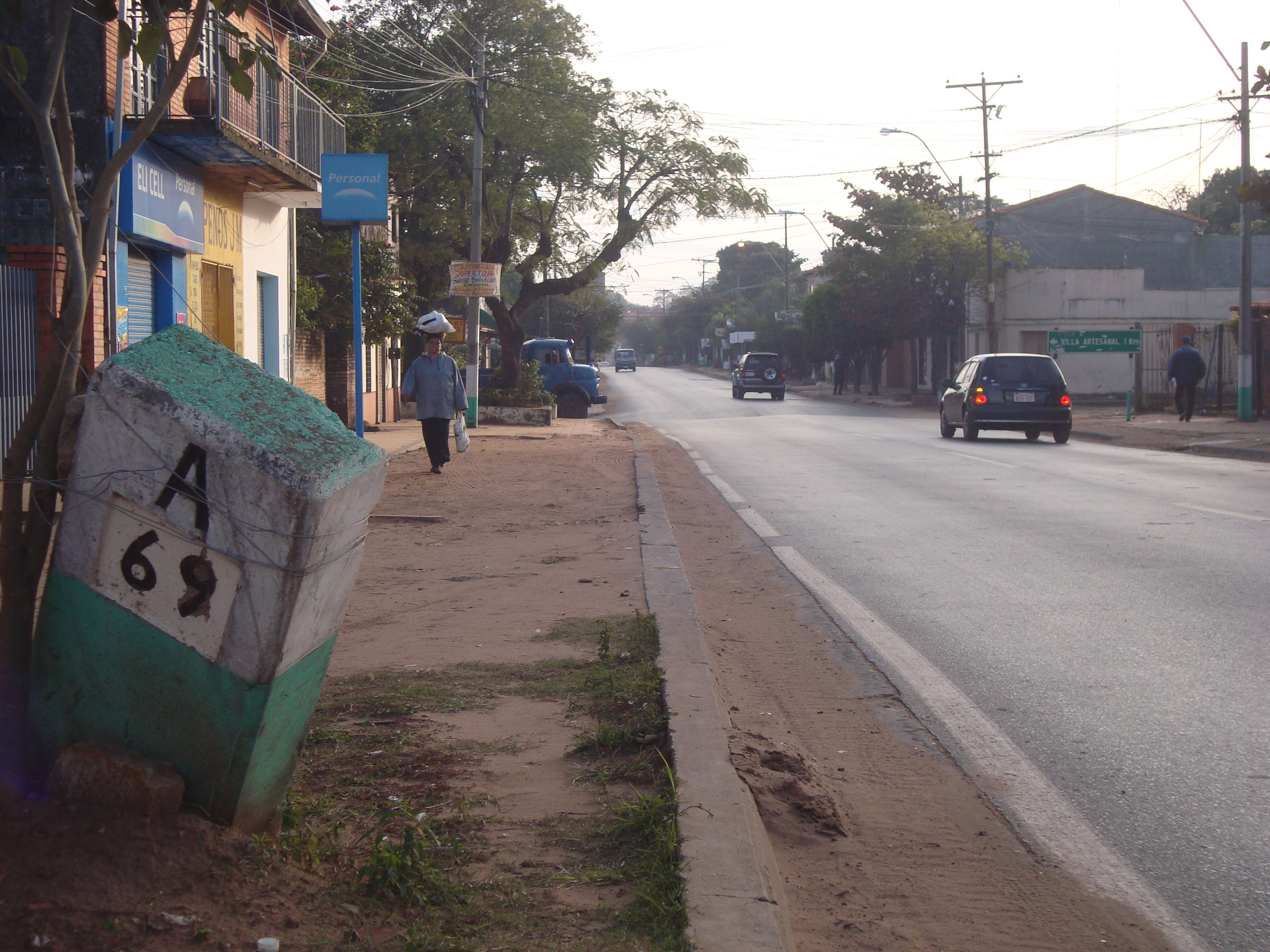
Esta ruta cruza la ciudad de Tobatí (Paraguay) y la une con Caacupé y Arroyos y Esteros.

5. Villa de Mercedes
6. Mompox
7. Santa Rosa
8. San Roque Gonzáles de Santa Cruz
9. Costa Alegre
10. Ensenada
11. Loma Verde
12. Pedro Juan Caballero 
13. Isla Florida
14. Aparypy
15. Isla Guazú

## Geografía
El suelo donde se asientan las compañías cercanas es pedregoso, arenoso y poco apto para la agricultura. A esto se suman la problemática de minifundios y la superpoblación.
En toda esta zona se puede apreciar las serranías postreras de la Cordillera de los Altos. Son notables los cerros Kavajú y Tobatí, con sus flancos esculpidos a lo largo del tiempo por la erosión eólica y sus grutas, refugios de murciélagos. Son ideales para paseos. El suelo de la planicie que se dilata con exuberancia hacia el noreste es arcilloso y se lo destina a la industria cerámica, alfarería, cultivo de arroz y ganadería.

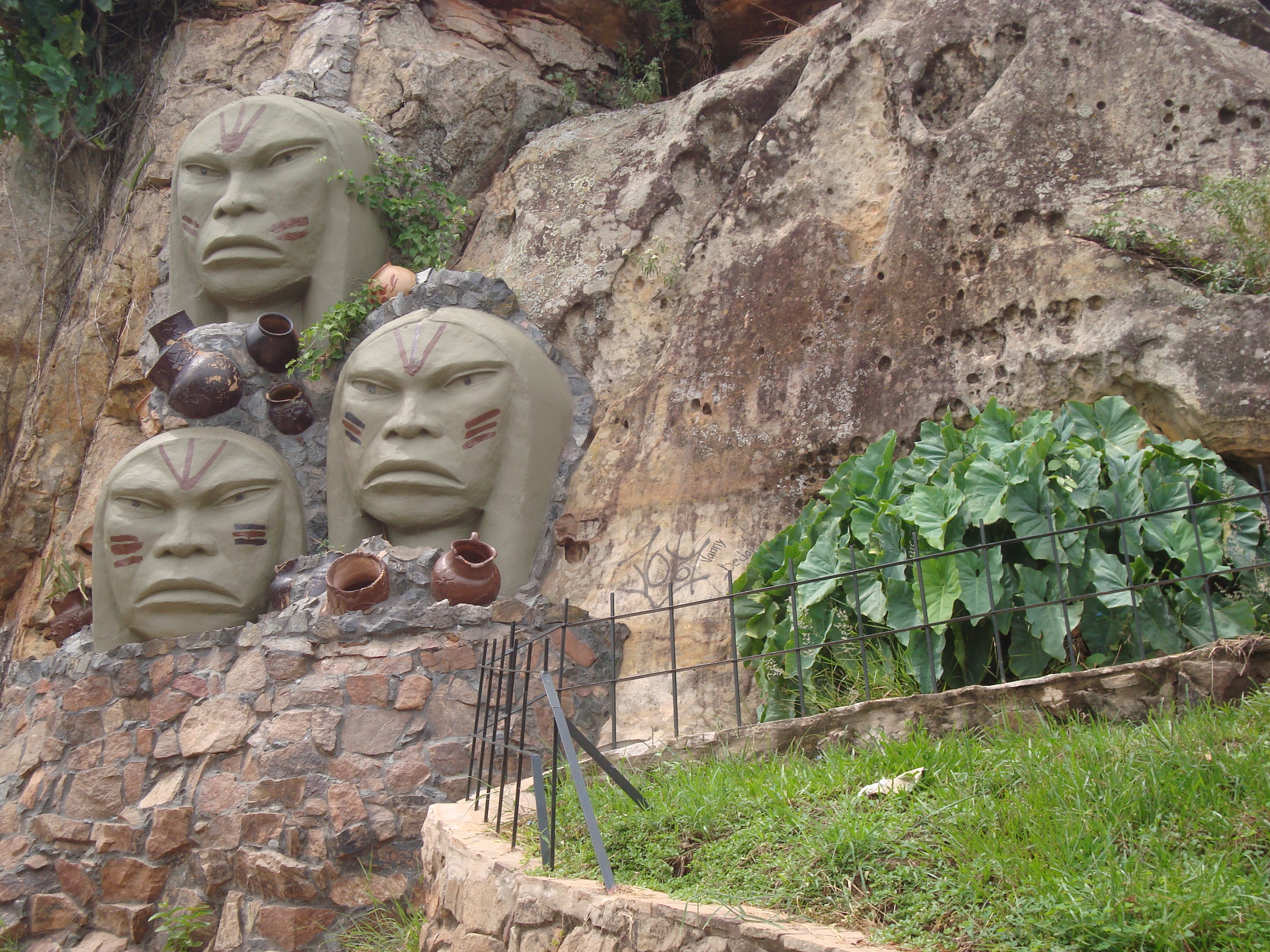
En la entrada de pueblo de Tobatí (Paraguay), el cerro del Mirador da la bienvenida a los visitantes.

En tiempo lluvioso, las dos rutas que cruzan esta dilatada llanura se vuelven casi intransitables, dejando sin comunicación a las compañías lejanas con el casco urbano. Esta planicie está matizada por arroyuelos, pequeños esteros, isletas y bosquecillos que sirven a las aves y animales silvestres.

### Hidrografía
El río Piribebuy divide el distrito tobateño en dos partes casi iguales, hacia el noreste, se extiende la zona agrícola. El suelo da lugar al cultivo de toda suerte de variedades agrícolas.
Esta región cuenta con tupidos bosques, ensenadas, e “islas”. Un aspecto a considerar es la deforestación progresiva a la que está expuesta esta zona del país.

Dos cintas acuáticas serpentean el suelo tobateño, bañando y refrescándolo con sus gélidas y reconfortantes aguas: el río Piribebuy y el arroyo Tobatí, que corren de sur a norte.

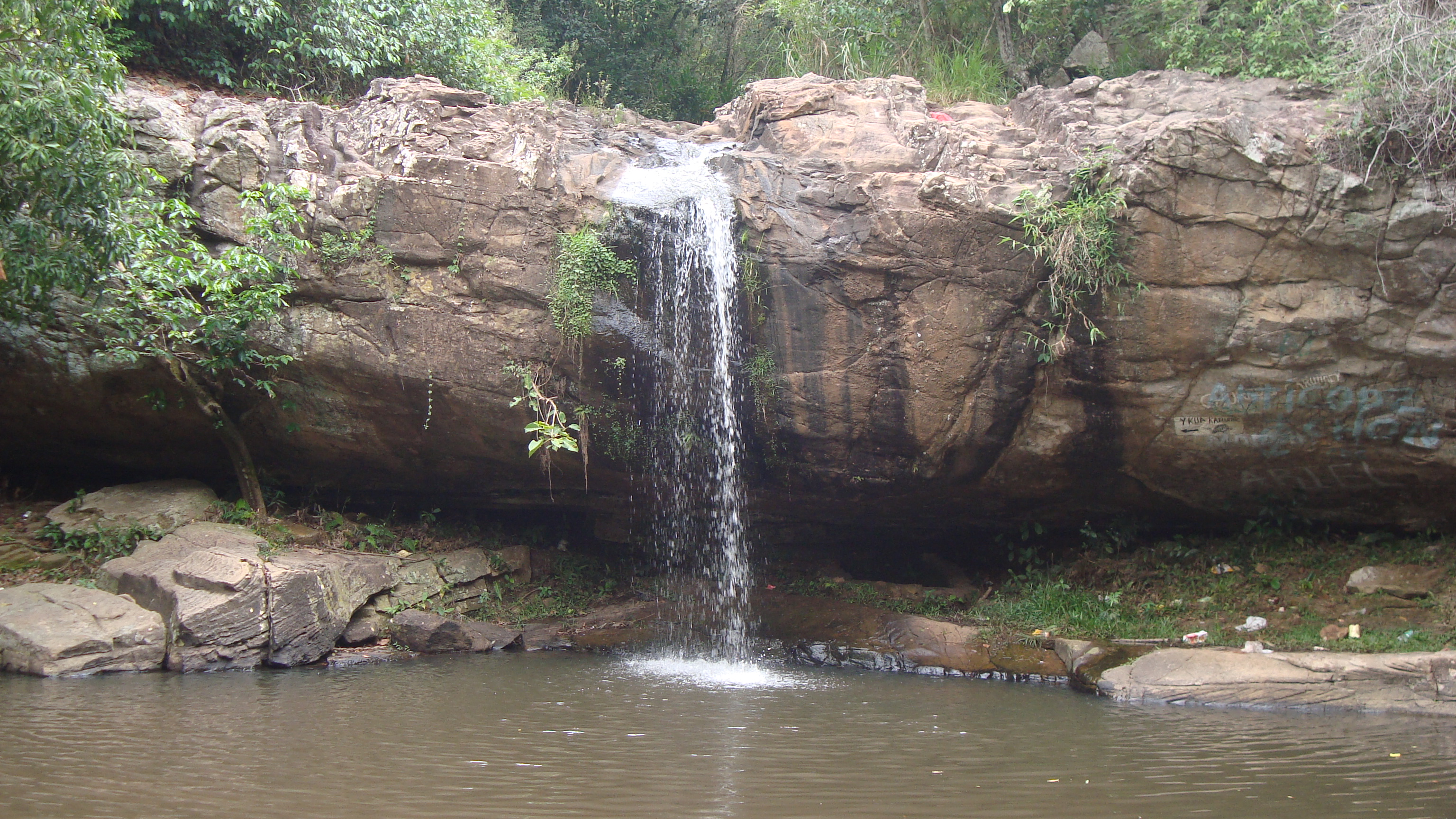
El arroyo Karumbey, que divide los municipios de Atyrá y Tobatí (Paraguay), ofrece este hermoso "chorro" que cae en una verdadera piscina natural rodeada de playa.

En los mismos, a su vez, desembocan innumerables arroyuelos. También poseen manantiales en los recodos de las peñas del cerro Tobatí, así como también las coquetas cascadas o chorros que descienden de los acantilados de la serranía. El arroyo Karumbey, que separa los municipios de Tobatí y Atyrá, ofrece una hermosa cascada, el Karumbe Ykua, que se tira en una verdadera piscina natural bordeada de playas de arena, que acoge a los vecinos y visitantes durante el caluroso verano.
Debemos señalar que el mentado arroyo Tobatí tiene su naciente en Caacupé de los Altos, cruza la urbe, dividiéndola en zona alta al oeste y zona baja al este, para ir a confundirse con un perenne abrazo con el Piribebuy.

### Clima
El clima es agradable. Una brisa apacible aletea con relativa frecuencia. Cuando el calor enerva los ánimos, a partir de las 24 horas suele comenzar a refrescar. Cuando llueve, casi siempre se hace sentir la descarga eléctrica.

Últimamente debido a la proliferación de hornos de quema de ladrillos, la temperatura se eleva levemente por encima de lo habitual.

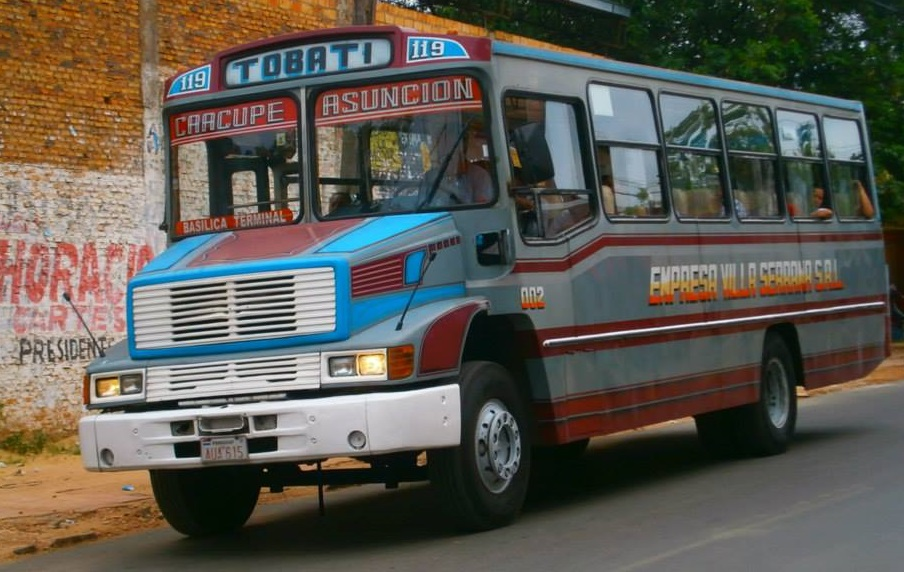
Colectivo de la empresa Villa Serrana, a su paso por Tobatí.

## Demografía
Tobatí cuenta con 27 435 habitantes en total, según datos oficiales del censo paraguayo de 2022.

Cabe destacar que Tobatí es uno de los pueblos de Cordillera que recibió inmigrante indígenas, tanto de etnias guaraní como chaqueñas, hasta bien entrado en el siglo XX. Si bien estas poblaciones hoy están integradas y mestizadas, su aporte étnico y cultural siguen siendo muy visibles, sobre todo zonas rurales como «21 de Julio» y Rosado.

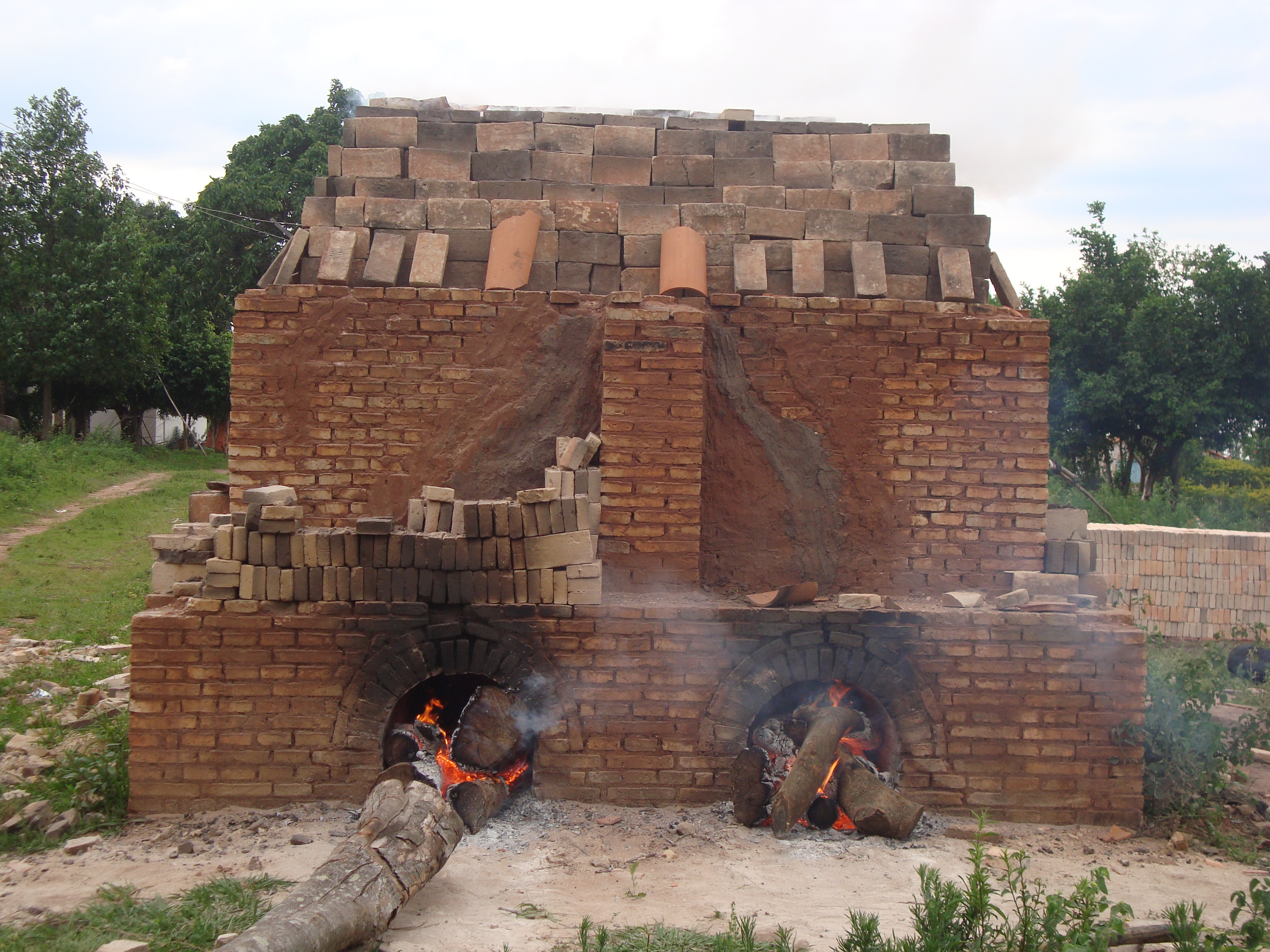
Horno a leña utilizado en la cocción de ladrillos, tejas y tejuelas.

## Economía

### Industria
Sus habitantes se dedican especialmente a fabricación de ladrillos, tejas y tejuelas, base económica de la ciudad. Se diferencian las "olerías", pequeñas fábricas artesanales de ladrillos, muchas veces a nivel familiar, y las "cerámicas", de producción más voluminosa e industrial. Todas funcionan con hornos a leña. Esta actividad está amenazada por el costo creciente de la materia prima, madera y barro, debido a su agotamiento y la necesidad de trasladarlo desde lugares cada vez más lejanos. Existe un intento de corregir este problema plantando grandes extensiones de eucaliptos, pero no es suficiente para revertir la suba del costo económico y el daño ambiental. Otro inconveniente es la localización de las viviendas alrededor de las fábricas, lo que tiene consecuencias sobre la salud de la población por la polución del aire, tanto por el humo de los hornos como por el intenso tráfico de camiones que las abastecen de insumos y/o retiran el producto terminado.

### Agricultura
La agricultura, es otra de las actividades que ocupa a la población de las zonas rurales, seguida por la ganadería. La agricultura familiar sigue siendo el pilar de la economía en zonas rurales. Existen también agrupaciones de pequeños productores en las diferentes "compañías", con un local de venta en el mercado municipal, en pleno centro de la ciudad. Se da impulso al comercio por medio de pequeñas y medianas empresas.

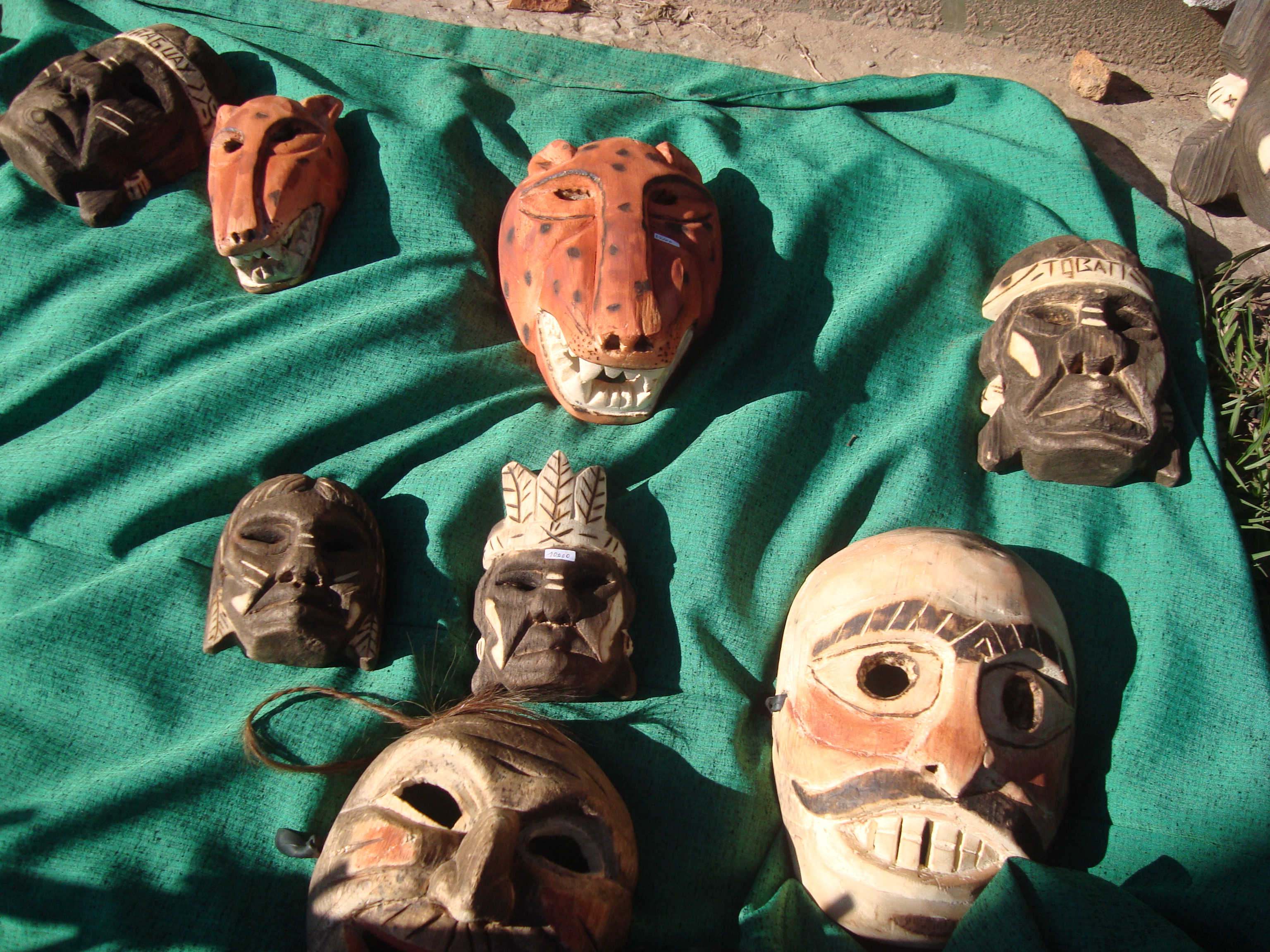
Máscaras de timbó de Rosado. Artesano: Néstor Portillo.

### Artesanías
Otro rubro tradicional es la artesanía, a tal punto que Tobatí es considerada la capital paraguaya de la artesanía. La producción de artesanía está difundida en el pueblo y varias compañías. En el pueblo muchos se dedican al tallado de madera, en especial la santería, transmitiendo de generación en generación el estilo guaraní-franciscano, una particularidad de esta zona, aunque también existe mucha innovación en cuanto al estilo. Las madera utilizadas son sobre todo el cedro y el palo santo, y en menor cantidad el guatambú. También en el pueblo se fabrican fajas y ponchos de algodón con telares primitivos.

En la compañía «21 de Julio», sobre todo en el barrio «6 de Enero» muchas mujeres se dedican a la elaboración del kambuchi, cántaro de barro negro decorado con figuras vegetales y pintados con barro rojo. En el barrio «4 Vientos» se concentra la fabricación del sombrero pirí, tejido de origen guaraní con hojas de la palmera karanda'y copernicia alba. Tanto el trabajo del barro como del karanda'y dan lugar a innovaciones para adaptarse a los cambios del mercado. Para el karanda'y desde hace unos años fue introducido otra técnica, la cestería espiralada, de tradición chaqueña. Hasta hoy se encuentra también mujeres que tejen hamacas de la fibra de coco (acrocomia aculeata), aunque este rubro está amenazado con desaparecer debido al mucho trabajo que representa, la dificultad de encontrar un mercado para su venta y el poco interés en salvaguardar el patrimonio cultural.

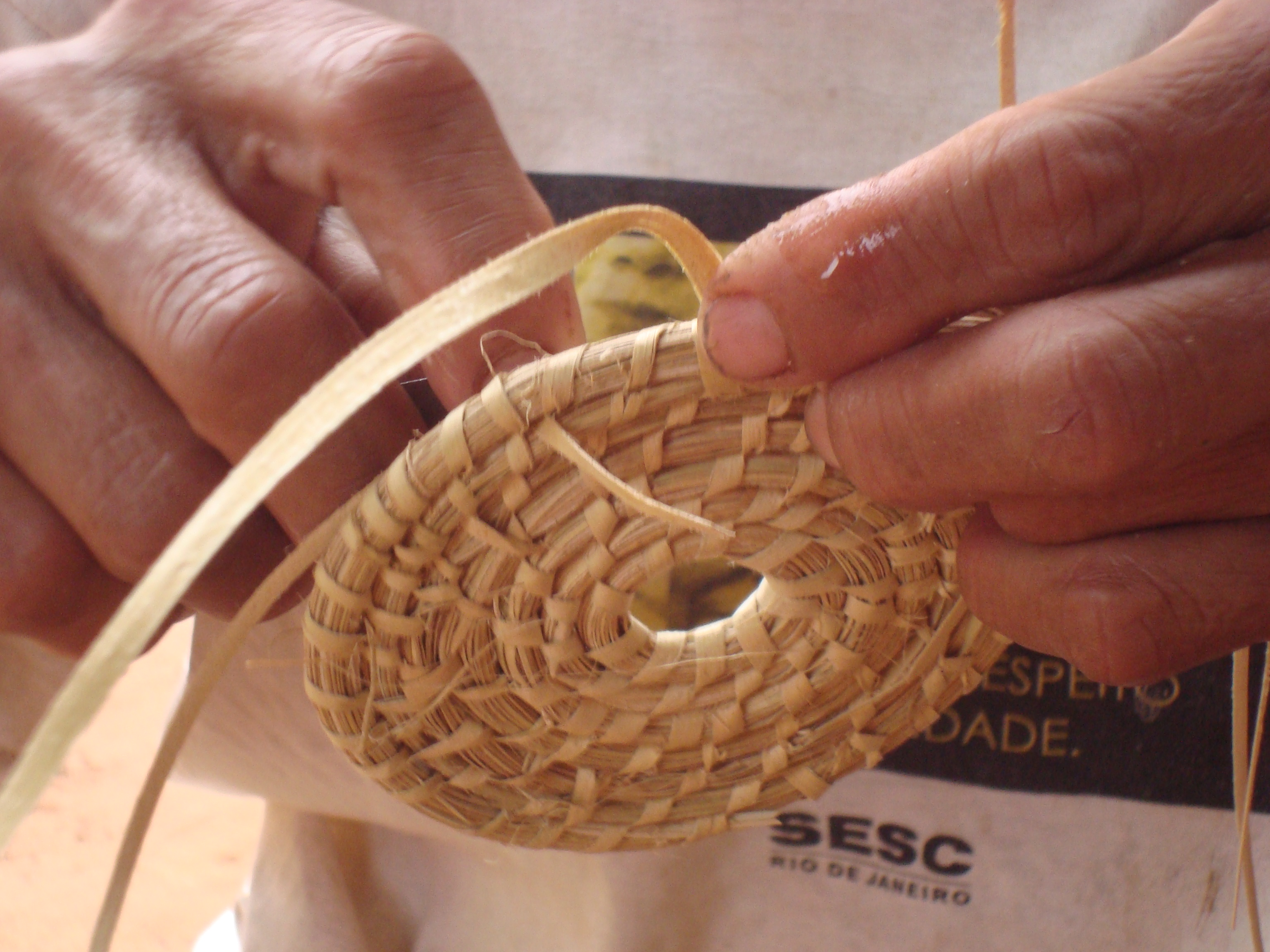
La cestería espiralada existe sobre todos los continentes, y está elaborada con los materiales que ofrece cada región. En este caso se trata de hoja de karanda'y (copernicia alba), palmera de la cuenca del río Paraguay.

En la zona de Potrero o Poli, se destaca el trabajo del ysypo o liana (Aristolochia triangulares), del cual se hacen tanto canastos como muebles, además de la elaboración de arreglos con flores y hierbas secadas y teñidas.
Finalmente en la compañía Rosado se encuentra el tallado de la raíz de timbó. Los objetos más interesante son sin duda las máscaras, con figuras antropomórficas, tanto humanas como animales. Estas máscaras corresponden a una antigua tradición guaraní y son utilizadas hasta hoy por ciertas comunidades en sus fiestas patronales en las cuales el cristianismo se mezcla con ritos prehispánicos como es el caso de los kamba ra'anga en las fiestas de San Baltazar.

El principal problema para los artesanos es la comercialización de sus productos, ya que muchos dependen de revendedores que pagan un precio irrisorio comparado con el precio de venta al cliente final. Una opción es la Villa Artesanal, donde se venden productos artesanales entregados en consignación. Desde el año 2012 un grupo de artesanos organizados, liderados por la Asociación de Artesanos de Tobatí, ofrecen sus productos al pie del Mirador, punto turístico en la entrada del pueblo.

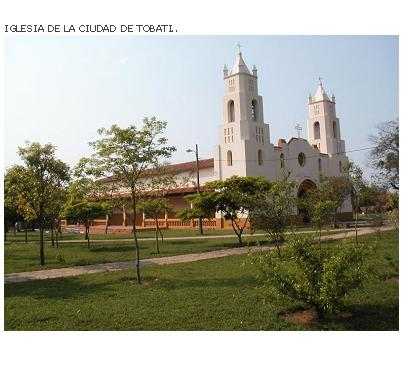
Iglesia de Tobatí.

## Cultura
El tercer Santuario, inaugurado aproximadamente en 1750, es de estilo barroco. Fue demolido en 1937 para dar lugar a la iglesia actual. Se conserva fotografía de la mencionada iglesia colonial. Para que la pérdida no fuera total, se conservaron algunos restos, entre ellos algunas joyas. Los altares, todos de madera tallada, son:
- El altar mayor con una profusión de adornos de estilo barroco. En la parte  central, desde arriba hacia abajo, se observa la cúspide en la que aparece  una paloma que simboliza al Espíritu Santo. Luego viene el nicho de San Jerónimo y más abajo el Niño Salvador del Mundo.

En un nicho está la Virgen Inmaculada Concepción de Tobatí, con su singular belleza. Finalmente el sagrario del Santísimo Sacramento. Para que se complete el misterio de la Santísima Trinidad, faltaría el Padre Eterno.
En el lado derecho, al norte, en lo alto, se perfila un vigoroso león con corona de rey. Luego el nicho donde mora San Roque. Más abajo, San José con el Niño en brazos.
En el lado izquierdo, orientado hacia el sur, aparece también otro león. Más abajo, Santa Bárbara y un pesebre.
2. El altar lateral derecho: Nos muestra allá en la cúspide una luna antropomórfica. Luego, un solo nicho grande y allí tiene su trono el Señor de la Paciencia, acompañándole la Dolorosa.
3. El altar lateral izquierdo: igual que el anterior nos exhibe el sol antropomórfico. Luego, un nicho grade y allí tiene su señorío la Virgen del Rosario.
Estos altares están sostenidos por columnas torneadas y adornadas profusamente, abundando las uvas entrelazadas, numerosos y simpáticos angelitos, “Agnus Del”, animales mitológicos alados y soldados, acaso sean romanos. Las imágenes son talladas en madera, así como los altares mismos.
- Un crucifijo: de gran valor artístico, pero está pintado al estilo moderno.
- Un sagrario.
- Un púlpito.
- Un Confesionario.
- Cuatro bancos – escaños (dos con rejillas torneadas y dos lisas).